# Satrapa
A ساتراپ (a perzsa szó kiejtése: szátráp - meghonosodott ejtése:   "satrapa" - vagy satrafa) az uralkodó által kinevezett tartományi kormányzók neve volt az ókori méd és óperzsa birodalmakban, beleértve az Akhaimenida dinasztiát és több utódállamát, így a Szászánida Birodalmat és a hellenisztikus birodalmakat.
Anakronisztikus módon gyakran használják az ókori keleti államok helytartóira akkor is, ha a hivataluk neve valójában más volt, például az Asszír Birodalom saknu és bel pihati tisztviselői.
A szatrapiákat (tartományokat) irányító satrapákat meghatározatlan időre nevezte ki a perzsa uralkodó, általában a perzsa nemesek közül. Többek közt az adók beszedéséért és a közigazgatás irányításáért voltak felelősek. Bírói jogaik is voltak, ugyanakkor kötelesek voltak hadsereget küldeni, ha a király hadbavonult.

## Neve
A szó az óperzsa khshathrapāvā („a tartomány védelmezője”) szóból származik: khshathra („birodalom”) és pāvā („protektor”) összetétele.
A bibliai héberben ahashdarpān (többes számban אֲחַשְׁדַּרְפְּנִים ahashdarpenim). Az ógörögben σατράπης, szatrápēsz, latinizálva satrapes. A mai perzsa nyelvben a xšaθrapāvan leszármazottja a sahrbān (شهربان) A szó első tagja a شهر (sahr), ami azt jelenti: föld; ország;  város. A szó második tagja a بان (bán) - a délszláv bãnъ (bán)  jelentése is gazda; úr; kormányzó, bán. A perzsa szó jelentése nagyjából ezt jelenti: herceg; úr; kormányzó; előljáró.

## Átvitt értelemben
Átvitt értelemben több nyelven, így a magyarban és az angolban is használják azokra a politikai vezetőkre, akik valamely nagyhatalom erős befolyása alatt állnak.
A magyarban (Satrapa vagy satrafa alakban) tréfás leszólásként is alkalmazzák például a zsarnokoskodó nőkre, különösen anyósokra.

## Méd-perzsa satrapák
A szatrapiák (tartományok) rendszerét a perzsáknál először Nagy Kürosz kezdte el széleskörűen alkalmazni Kr. e. 530 körül. A tartományi birodalomszervezést azonban már a Kürosz által meghódított Méd Birodalom is alkalmazta korábban. A méd tartományok, amelyek a meghódított területekből alakultak, királyok és kormányzók vezetése alatt álltak, akik a méd király alárendeltjei voltak. Ezzel szemben a perzsáknál a királyi rang az isteni származás koncepciójával kötődött egybe, így a tartományi vezetők nem lehettek királyok. A Kürosz kinevezte 20 satrapa nem király volt, de alkirályi jogosítványokkal képviselték a királyt (igaz, a satrapák közt voltak olyanok, akik igyekeztek függetlenedni a királytól). I. Dareiosz továbbfejlesztette a tartományi rendszert, 23-ra emelte a szatrapiák számát és megállapította az általuk évente fizetendő adó összegeit (Behisztuni felirat).
A perzsa satrapa a tartomány közigazgatásának feje volt. Hasonló udvar vette körül, mint a királyokat. Ő gyűjtötte be az adókat, ellenőrizte a helyi hivatalnokokat, törzseket és városokat, és egyszersmint a szatrapia legfőbb bírája volt, aki elé lehetett vinni a polgári- és a bűnügyeket is. A satrapa felelt az utak biztonságáért, ő fojtotta el a helyi lázadásokat és ő küzdött meg a rablócsapatokkal.
A satrapát egy tanács segítette, amely perzsákból és helyiekből állt. A satrapát a királyi titkárság, illetve a király küldöttei ellenőrizték, különösen „a király szemei”, olyan hivatalnokok, akik évente ellenőrzéseket végeztek, illetve állandó felügyeletet gyakoroltak.
Hatalmát további ellensúlyok is korlátozták. Pénzügyi főhivatalnoka (perzsául ganzabara) és a tartomány hadseregéért és erődítményeiért felelős katonai parancsnok tőle függetlenek voltak és időközönként személyesen tettek jelentést a királynak. A satrapának azonban saját csapatai lehettek. 
- A nagy szatrapiákat gyakran kisebb kerületekre osztották és ezek fejét szintén satrapának hívták (a görög-római szerzőknél hüparkhosz, vagyis „alrégens” cím szerepel). A nagy szatrapiák élén gyakoriak voltak a személyi változások és az is gyakran előfordult, hogy ugyanaz az ember két tartományt is irányított.
- Mivel a szatrapiák hódítások eredményeképp jöttek létre (a perzsa magterületeknek nem kellett tartományi adókat fizetniük), az elsődleges- és alszatrapiák határait gyakran a korábban ott létező államok határai, vagy az etnikai-vallási tömbök határai alapján állapították meg. Az Akhaimenidák sikerének és birodalmuk tartósságának kulcseleme volt, hogy türelmet és nyitottságot tanúsítottak a meghódított népek kultúrája és vallása iránt. Abszurd módon magán a perzsa kultúrán változtattak legtöbbet a hódítások, mert az uralkodók beépítették a meghódított területek kultúrájának elemeit a perzsa kultúrába és ez a keveredés alakította ki például a főváros, Perszepolisz új birodalmi stílusát.
- Amikor a központi uralom valamilyen okból meggyengült, a satrapák függetlensége megnövekedett, például az eredeti szabálytól eltérően a katonai parancsnok jogköreit is megkaphatták tartományukban. Előfordult az is, hogy a satrapa cím ugyanazon a családon belül öröklődött és ez növelte a tartományi elöljárók ragaszkodását hatalmukhoz. Az 5. század közepétől gyakorivá váltak a satrapák által a király ellen kirobbantott lázadások. I. Dareiosznak például sokat kellett harcolnia a lázadó satrapákkal, II. Artaxerxész idejében Kisázsia nagyobb része és Szíria gyakran került a nyílt lázadás állapotába. az utolsó nagy lázadásokat III. Artaxerxész verte le.

A satrapa rangot gyakran említi az Ótestamentum (Eszter könyve 3:12, 8:9, 9:3, Ezra könyve 8:36 és leggyakrabban Dániel könyve 3:2,3:3,3:27,6:1,6:2,6:3).

## A hellenisztikus kor satrapái
A szatrapiák-satrapák rendszerét megőrizte a Perzsa Birodalmat meghódító Nagy Sándor, majd a hellenisztikus utódállamokat létrehozó utódai is, különösen a Szeleukida Birodalom, amelyben a satrapa nevet a görög sztratégosz cím váltotta. A sztratégoszok tartományai kisebbek voltak a satrapákéinál. Végül a hellenisztikus birodalmakat a Római Birodalom döntötte meg, amely saját, jelentősen eltérő tartományi közigazgatási rendszerét vezette be a meghódított területeken.

## Pártus és szászánida satrapák
Az egykori Perzsa Birodalomnak a Római Birodalmon kívül eső területein létrejött Pártus Birodalom új alapokon szerveződött: itt a király hatalma a nagy területeket uraló nemesi családok támogatásán nyugodott, akik katonákkal és adókkal tartoztak a királynak. A városok viszonylagos önállóságot élveztek, de adót fizettek. A parthusokat követő Szászánida Birodalom központosítottabb és a satrapa-rendszerhez hasonlóbb volt. A félfüggetlen királyságok és önkormányzó városállamok helyett helyőrségekkel ellátott „királyi városokat” hoztak létre, az élükön a király által kinevezett kormányzókkal (shahrab). A shahrab nem csak a várost, de a környező vidéket is uralta.